# 内迈特福卢
内迈特福卢，是匈牙利佐洛州所辖的一个村，总面积8.67平方公里，总人口190，人口密度21.9人/平方公里（2010年1月1日）。